# Air-India-Flug 182
Am 23. Juni 1985 stürzte eine Boeing 747 auf dem Air-India-Flug 182 (Flugnummer: AI182) infolge einer Bombenexplosion vor der Küste Irlands in den Atlantischen Ozean. Die Maschine der Air India befand sich auf einem Linienflug von Montréal über London-Heathrow und Neu-Delhi nach Bombay. Bei dem Anschlag kamen alle 329 Insassen ums Leben. Es war bis zu den Terroranschlägen vom 11. September 2001 der schwerste durch Terroristen verursachte Flugunfall.
Ein Zusammenhang mit einer weiteren, rund 55 Minuten zuvor erfolgten Bombenexplosion auf dem Flughafen Tokio-Narita, bei der zwei japanische Gepäckarbeiter getötet und vier weitere verletzt wurden, wird als gesichert angesehen. In diesem Fall befand sich der Sprengsatz in einem Koffer, der aus Vancouver eintraf und in Tokio auf den Air-India-Flug 301 nach Bangkok umgeladen werden sollte. Einige Indizien sowie die Tatsache, dass sich keine Terrororganisation zu den beiden Anschlägen bekannte, deuteten darauf hin, dass eine gleichzeitige Sprengung der zwei Air-India-Flugzeuge in London und Tokio am Boden das eigentliche Ziel der Terroristen gewesen sein könnte. Am 22. Juni 1985 hatte sich der Abflug der Boeing 747 aus Kanada jedoch verzögert. Ohne die Verspätung wäre der Sprengsatz etwa 45 Minuten nach der Landung in London-Heathrow explodiert.

## Flugzeug und Besatzung
Die Boeing 747-237B (c/n: 21473/330) mit dem Taufnamen Emperor Kanishka und dem Kennzeichen VT-EFO war am 30. Juni 1978 werksneu an Air India ausgeliefert und seither durchgehend von ihr betrieben worden.
Verantwortlicher Flugkapitän an Bord des Air-India-Flugs 182 war Satinder Singh Bhinder. Zum Zeitpunkt der Explosion wurde die Maschine vom Ersten Offizier Hanse Singh Narendra geflogen, während Kapitän Bhinder als pilot not flying für den Funkverkehr zuständig war. Als drittes Besatzungsmitglied befand sich der Flugingenieur Dara Dumasia im Cockpit.

## Flugverlauf
Die aus Indien kommende Maschine hatte den Hinflug zum Aéroport international Montréal-Mirabel unter der Flugnummer AI181 mit planmäßigen Zwischenstopps in Frankfurt und Toronto absolviert, wobei eine Verspätung in Toronto eingetreten war. Der dortige Abflug hatte sich durch die Montage eines zusätzlichen, defekten Triebwerks (fifth pod), das an einer Außenlaststation unter der linken Tragfläche zur Reparatur nach Indien überführt werden sollte, um fast eindreiviertel Stunden verzögert. Die Boeing 747 hob um 00:16 UTC, statt wie geplant um 22:35 UTC, in Toronto zur Etappe nach Montréal ab. Dort verzögerte sich der Abflug um eine weitere Viertelstunde, so dass die Gesamtverspätung nun 1 Stunde und 58 Minuten betrug. Um 02:18 UTC startete die Maschine in Montréal-Mirabel mit der geänderten Flugnummer AI182 zum Rückflug nach Bombay, mit geplanten Zwischenlandungen in London-Heathrow und Neu-Delhi. An Bord befanden sich 329 Personen, 307 Passagiere und 22 Besatzungsmitglieder. Die Ankunft des verspäteten Linienflugs in London war um 8:33 UTC vorgesehen.
Um 07:08 UTC nahm die Besatzung erstmals Kontakt mit der Flugsicherung in Shannon (Irland) auf und erhielt von dieser um 07:10 UTC die Anweisung, den Transpondercode auf 2005 einzustellen. Kurz nachdem das Flugzeug in einer Höhe von 31.000 Fuß (9.500 Meter) in den Bereich der irischen Luftraumüberwachung eingeflogen war, explodierte um 07:14:01 UTC der Sprengsatz im vorderen Unterflurfrachtraum. Die Boeing 747 zerbrach in der Luft und stürzte etwa 190 km südwestlich der irischen Ortschaft Portmagee in den Atlantik, wobei alle 329 Insassen den Tod fanden. Zeitgleich verlor die Luftverkehrskontrolle am Shannon International Airport den Radarkontakt zur Maschine. Weil sie zuvor keinen Notruf aufgefangen hatte, ersuchte die Luftverkehrskontrolle andere Flugzeuge in dem Gebiet, Kontakt mit der vermissten Air-India-Maschine aufzunehmen, was jedoch misslang.
Um 07:30:00 UTC erklärte die Luftverkehrskontrolle die Luftnotlage und bat sich in der Nähe befindliche Schiffe sowie das Kriegsschiff LÉ Aisling der irischen Marine, nach dem Flugzeug zu suchen. Das Frachtschiff Laurentian Forest entdeckte um 09:13 UTC treibende Trümmer und Leichen.

## Ermittlungen

### Bergung von Wrackteilen
In den ersten Tagen konnten 131 Leichen sowie zahlreiche treibende Trümmer und Gepäckstücke geborgen werden. Das mit Sonar ausgestattete britische Schiff Gardline Locater erfasste am 9. Juli 1985 in mehr als 2300 Meter Wassertiefe die Signale des Cockpit Voice Recorders (CVR) und des Flugdatenschreibers (FDR). Beide Geräte wurden mithilfe des von dem französischen Kabelleger Léon Thévenin ausgesetzten und gesteuerten Tauchroboters Scarab 1 gehoben und dann nach Indien gesandt. Ihre Auswertung am 16. Juli in Bombay ergab, dass die Stromversorgung beider Rekorder um 07:14:01 UTC gleichzeitig ausfiel. Etwa eine halbe Sekunde vor Ende der CVR-Aufzeichnung war ein lautes Geräusch zu hören, das auf eine Explosion an Bord und/oder eine explosive Dekompression hindeutete.
Der stark zerstörte vordere Rumpfbereich wurde rund achteinhalb Kilometer entfernt von der restlichen Flugzeugzelle lokalisiert, was die Theorie eines Auseinanderbrechens im Flug erhärtete. Der Zustand und die Position der Wrackteile am Meeresboden wurden mit Kameras erfasst und dokumentiert. Die Bergungsarbeiten wurden bis Ende September 1985 fortgesetzt und hauptsächlich kleinere Trümmerstücke gehoben. Darunter befanden sich mehrere Bleche und Passagiersitze aus dem vorderen Rumpfabschnitt, die zum Teil punktuelle Löcher und Krater aufwiesen. Zudem war die vordere Frachtluke noch während des Fluges aus ihrer Verankerung gerissen und beschädigt worden. Die Ermittler kamen zu dem Schluss, dass eine Explosion im vorderen Unterflurfrachtraum die Maschine zum Absturz gebracht hatte, wobei sie hinter der Tragflächenwurzel in zwei Hälften zerbrach.

### Sprengsatz
Zwischenzeitlich hatten japanische Kriminaltechniker ein am Tatort in Tokio-Narita gefundenes Fragment als Bruchstück eines Radios beziehungsweise Tuners des Typs Sanyo FMT 611K identifiziert, in welchem die Terroristen vermutlich den Sprengsatz im Koffer platziert hatten. Das Radio gehörte zu einer Bauserie von 2000 Geräten, die im Jahr 1979 nach Vancouver ausgeliefert worden war. Nachforschungen der kanadischen Polizei in den örtlichen Geschäften ergaben, dass eine Woolworth-Angestellte drei Wochen vor den Anschlägen zwei dieser veralteten Geräte gleichzeitig an zwei Männer verkauft hatte, welche sie vom Aussehen her als Sikhs beschrieb. Die kanadischen Ermittler kamen zu dem Schluss, dass das zweite Radio wahrscheinlich für den Sprengsatz benötigt wurde, der Air-India-Flug 182 zum Absturz brachte. Somit ließ sich erstmals eine Verbindung zwischen den beiden Anschlägen herstellen. In den folgenden zwei Jahren konnten japanische Techniker weitere Kenntnisse über den Sprengsatz gewinnen. Als Zeitzünder diente eine digitale Autouhr des Herstellers Micronta mit Weckerfunktion, die über eine 12-Volt-Batterie mit Strom versorgt wurde. Zudem waren eine Flasche mit brennbarer Flüssigkeit, Schwarzpulver und eine Sprengkapsel zur Zündung der eigentlichen Ladung verwendet worden, welche aus Dynamit bestand.

### Buchungen auf den Namen Singh
Beim Abgleich der Passagierlisten wurde festgestellt, dass ein Fluggast namens L. Singh sein Gepäck für den CP-Air-Flug 003 von Vancouver nach Tokio mit dortigem Air-India-Anschluss nach Bangkok aufgegeben hatte, sein Sitzplatz 38H aber laut Aussagen des Kabinenpersonals und weiterer Personen auf dem Langstreckenflug nach Tokio nicht besetzt war. Eine zweite Buchung auf den Namen M. Singh lag für den CP-Air-Flug 060 von Vancouver nach Toronto vor, zudem stand dieser Passagier auf der Warteliste für den Air-India-Flug 181/182 von Toronto nach Neu-Delhi. Auch M. Singh hatte seinen Koffer in Vancouver aufgegeben, den Zubringerflug nach Toronto aber laut Zeugenaussagen nicht angetreten.
Die Flugscheine dieser zwei Männer waren am 19. Juni 1985 von einem A. Singh telefonisch reserviert und zunächst auf die Namen Mohinderbel Singh (Vancouver-Tokio-Bangkok) sowie Jaswand Singh (Vancouver-Montreal-Delhi) ausgestellt worden. Noch am selben Tag verlangte der Anrufer die Reservierung für Mohinderbel Singh auf den Namen L. Singh sowie die für Jaswand Singh auf M. Singh zu ändern, wobei er zusätzlich noch eine Umbuchung für M. Singh auf einen CP-Air-Zubringerflug nach Toronto statt nach Montreal wünschte. Weil die Air-India-Maschine auf dem Teilabschnitt von Toronto nach Montreal bereits überbucht war, konnte M. Singh für den 22. Juni nur noch auf die Warteliste des Air-India-Flugs 181/2 gesetzt werden, womit der Anrufer einverstanden war. Eine männliche, als Asiate beschriebene Person holte die zwei auf L. und M. Singh ausgestellten Tickets einen Tag später in einer Verkaufsstelle der CP Air in Vancouver ab und bezahlte den Preis von rund 3.000 CAD in bar.
Am 22. Juni fragte ein Mann, der sich als Manjit Singh (M. Singh) ausgab und mit indischem Akzent sprach, um 6:30 Uhr Ortszeit (13:30 GMT) telefonisch im Reservierungszentrum der CP Air nach, ob mittlerweile ein Platz auf dem Air-India-Flug 181/2 verfügbar wäre. Der Angestellte teilte ihm mit, dass er sich weiterhin auf der Warteliste befände. Angebote einer Umbuchung lehnte der Anrufer ab. Ebenso wurde M. Singh darüber informiert, dass er sein Gepäck erst dann in Vancouver aufgeben könnte, wenn eine Platzbestätigung seitens Air India für den Langstreckenflug von Toronto nach Delhi vorläge.

### Sicherheitslücken auf den kanadischen Flughäfen
M. Singh versuchte kurz darauf seinen Koffer an einem Schalter der CP Air auf dem Flughafen Vancouver aufzugeben und wurde zunächst von der diensthabenden Angestellten Jeanne Bakermans mit dem Hinweis abgewiesen, dass er sich weiterhin nur auf der Warteliste für den Flug nach Indien befände. Der Mann gab daraufhin vor, dass er soeben eine telefonische Platzbestätigung von Air India erhalten hätte. Weil sich vor dem Schalter eine lange Warteschlange gebildet hatte und M. Singh weiterhin auf die Annahme seines Gepäckstückes beharrte, nahm die Angestellte den Koffer entgegen und checkte ihn unter Verstoß gegen die Vorschriften auf den CP-Air-Flug 060 nach Toronto mit Weiterleitung auf den Air-India-Flug 181/2 nach Delhi ein.
Wegen einer weltweiten Terrorwarnung für indische Einrichtungen und Organisationen galten für sämtliche Air-India-Flüge ab Anfang Juni 1985 verschärfte Sicherheitsbestimmungen, die auch eine Röntgenkontrolle des Transitgepäcks vor der Verladung auf deren Flugzeuge einschloss. Am Flughafen Toronto-Pearson hatte Air India das kanadische Sicherheitsunternehmen Burns International Security Services mit der Wahrnehmung dieser Aufgabe beauftragt, das hierzu einen stationären Röntgen-Scanner im Terminal 2 nutzte. Dieser Scanner fiel am 22. Juni gegen 17:00 Uhr Ortszeit (21:00 UTC) aufgrund eines Defekts aus, nachdem etwa 50 bis 70 Prozent des Gepäcks für den Air-India-Flug 181/2 kontrolliert worden war. Die Fluggesellschaft wurde hierüber nicht informiert, weil sich der zuständige Air-India-Stationsleiter in Urlaub befand und keinen Vertreter ernannt hatte.
Der örtliche Leiter des privaten Sicherheitsdienstes teilte daraufhin Handgeräte des Typs PD4 Sniffer an seine Mitarbeiter aus. Diese mit Schnüffelsonden ausgestatteten Geräte reagieren mit einem akustischen Signal auf vorhandene Sprengstoffpartikel in der Luft. Zur Demonstration löste der Sicherheitsleiter einen entsprechenden Alarmton aus. Er versäumte es jedoch, dem Personal mitzuteilen, dass man die Genauigkeit der Geräte deutlich verbessern konnte, indem man gezielt Druck auf die Gepäckstücke ausübt und dadurch Luft aus ihnen entweichen lässt. Während der Überprüfung der restlichen für Air-India-Flug 181/2 bestimmten Gepäckstücke gab eines der Geräte einen kurzen Signalton von sich, der sich aber vom akustischen Alarm bei der Demonstration unterschied. Die Sicherheitskräfte gingen daher von einem Fehlalarm aus und unterzogen den betreffenden Koffer keiner weiteren Untersuchung. Ob es sich hierbei um das in Vancouver aufgegebene Transitgepäck von M. Singh handelte, konnte nicht geklärt werden.

## Opfer
| Nationalität           | Passa- giere | Crew | Ge- samt |
| ---------------------- | ------------ | ---- | -------- |
| Kanada                 | 268          | 0    | 268      |
| Indien                 | 2            | 22   | 24       |
| Vereinigtes Königreich | 27           | 0    | 27       |
| Vereinigte Staaten     | 10           | 0    | 10       |
| Total                  | 307          | 22   | 329      |

## Nachwirkungen
Die im späteren Verfahren Beschuldigten gehörten militanten Sikh-Organisationen wie Babbar Khalsa an. Bis zum heutigen Tag gilt der Anschlag auf das Air-India-Flugzeug als der größte Massenmord in der kanadischen Geschichte. Von den 329 Todesopfern besaßen 268 Passagiere die kanadische Staatsbürgerschaft; außerdem waren 24 Inder (2 Passagiere und 22 Besatzungsmitglieder) an Bord des Flugzeuges.

## Juristisches und politisches Nachspiel
Einige Monate nach dem Bombenanschlag nahm die Royal Canadian Mounted Police (RCMP) zwei Personen fest: Talwinder Singh Parmar, den Anführer von Babbar Khalsa, einer militanten Sikh-Organisation, die später als terroristische Organisation verboten wurde, und Inderjit Singh Reyat, einen Elektriker. Beiden wurden Verstöße gegen das Waffen- und Sprengstoffgesetz sowie die Bildung einer kriminellen Vereinigung vorgeworfen. Knapp drei Wochen vor dem Anschlag hatten verdeckte Ermittler die beiden in einem Waldstück beobachtet, aus dem damals eine Explosion zu hören war. Der Prozess gegen Parmar verlief im Sande und er wurde später wieder freigelassen. 1992 kam er bei Auseinandersetzungen mit der Polizei im indischen Punjab ums Leben. Heutige Ermittler gehen meist davon aus, dass Parmar der eigentliche Drahtzieher des Anschlags war.
Im Jahr 2000 nahm die kanadische Polizei außerdem Ripudaman Singh Malik, einen wohlhabenden Geschäftsmann aus Vancouver, und Ajaib Singh Bagri, einen Arbeiter aus British Columbia unter dem Verdacht der Beteiligung an dem Anschlag fest. Der Prozess gegen die beiden zog sich über fünf Jahre hin und endete, letztlich aufgrund von Zweifeln an der Glaubwürdigkeit von Zeugen, mit Freisprüchen.
Reyat blieb die einzige Person, die wegen der Bombenanschläge verurteilt wurde. Er wurde durch ein britisches Gericht wegen der Beteiligung an dem Bombenanschlag in Japan zu zehn Jahren Haft verurteilt. 2003 verurteilte ihn ein kanadisches Gericht wegen Beteiligung am Bombenanschlag auf Air-India-Flug 182 zu weiteren fünf Jahren Haft, und danach erhielt er eine weitere Haftstrafe wegen Falschaussage im Prozess gegen Malik und Bagri. Angehörige der Opfer der Bombenanschläge beschuldigten die kanadische Justiz und Polizei, nicht genügend zur Aufklärung der Fälle und Bestrafung der Täter beigetragen zu haben. Daraufhin setzte die kanadische Regierung unter Premierminister Stephen Harper 2006 eine Untersuchungskommission ein. Diese Kommission kam in ihrem Abschlussbericht 2010 zu dem Ergebnis, dass ein „kaskadenhaftes Versagen“ verschiedener Sicherheitsorgane Kanadas das Unglück begünstigt hatte und empfahl eine bessere Koordination zwischen den verschiedenen Behörden.